# ビリャフランカ侯爵夫人マリア・トマサ・デ・パラフォクスの肖像
『ビリャフランカ侯爵夫人マリア・トマサ・デ・パラフォクスの肖像』（ビリャフランカこうしゃくふじんマリア・トマサ・デ・パラフォクスのしょうぞう、西: Retrato de Doña María Tomasa de Palafox, marquesa de Villafranca, 英: Portrait of Doña María Tomasa de Palafox, Marchioness of Villafranca）は、スペインのロマン主義の巨匠フランシスコ・デ・ゴヤが1804年に制作した肖像画である。油彩。第12代ビリャフランカ侯爵フランシスコ・デ・ボルハ・アルバレス・デ・トレドの妻であるマリア・トマサ・デ・パラフォクスを描いている。現在はマドリードのプラド美術館に所蔵されている。

## 人物

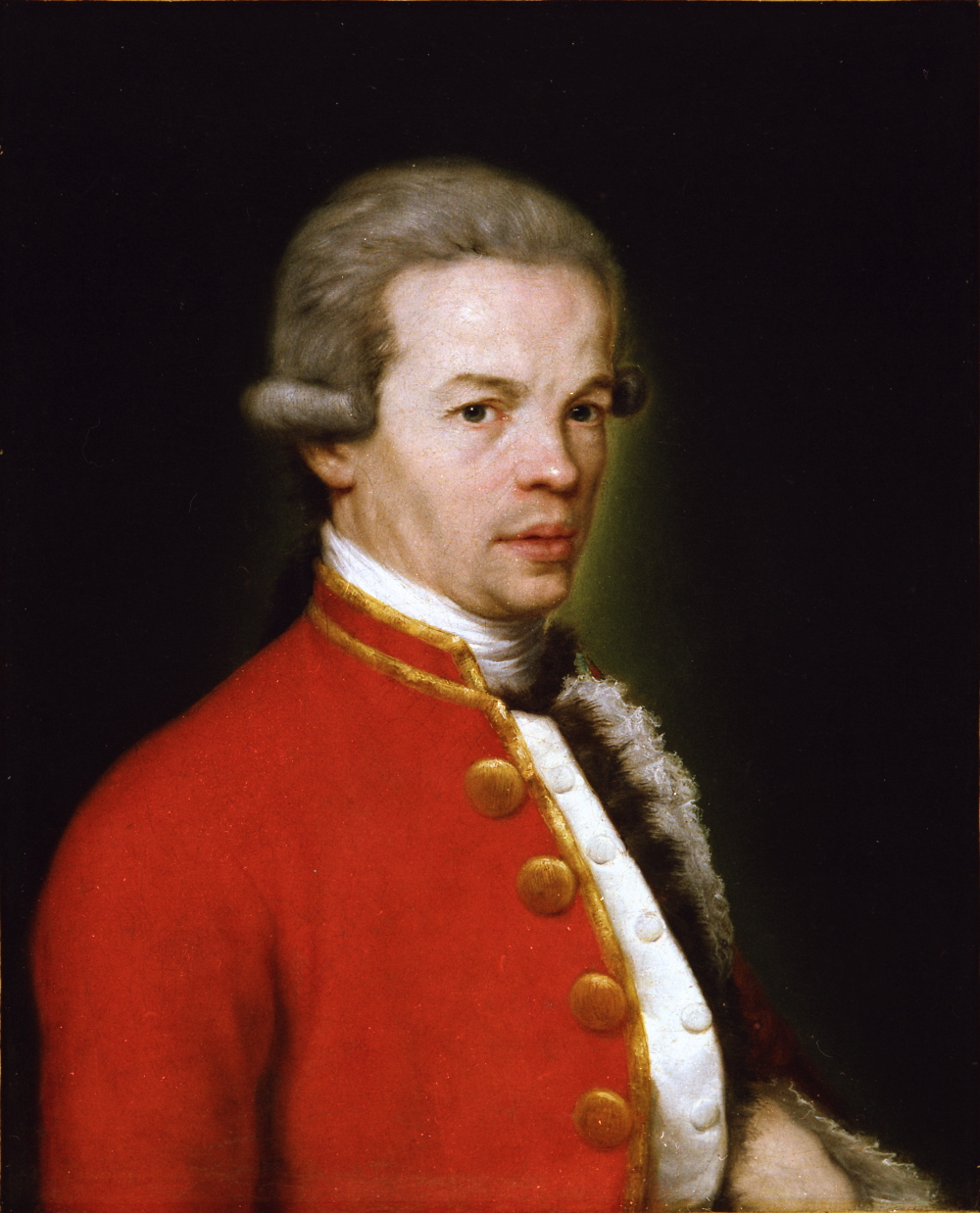
夫である第12代ビリャフランカ侯爵フランシスコ・デ・ボルハ・アルバレス・デ・トレド。

マリア・トマサ・デ・パラフォクスは1780年にアリーサ侯爵の息子フェリペ・アントニオ・パラフォックス・イ・クロイ（Felipe de Palafox y Croy）と第6代モンティーホ女伯爵マリア・フランシスカ・デ・サレス・ポルトカレロの娘として生まれた。洗練された教育を受ける過程で絵画制作にもかかわり、アマチュアの画家ではあったが、美術の振興に貢献したとして、他の女性とともに1805年に王立サン・フェルナンド美術アカデミーの名誉会員となった。夫とは1798年に結婚し、6人の子供の母となった。1835年に死去。

## 作品
ゴヤは侯爵夫人を女性の画家として描いている。夫人は白色のエンパイア様式のドレスを着て、キャンバスの前に置かれた赤いシルクのダマスク織の肘掛け椅子にゆったりとした姿勢で座り、両足を同じ色の足置きの上に置いている。夫人の髪形と金の髪飾りは当時の流行である。夫人が描いているのは、夫であるビリャフランカ侯爵の肖像画である。一段落がついたか、あるいは描き終わったのか、夫人は絵筆を止め、おそらく画面の外でポーズをとっている夫を見つめている。彼女は絵筆と腕鎮（大キャンバス画を制作する際に腕を支えるために用いる棒状の道具）を手にしたままである。椅子の右横にはテーブルがあり、その上には絵具が盛られたパレットや、絵筆、溶き油の入った金属製の容器が置かれている。画面左から差し込む光は夫人が制作している肖像画を明るく照らし、夫人の白色のドレスをなぞっている。
ゴヤは意図的に人物の視線を用いて夫婦間の深い愛情を表現している。すなわち、画面の外にいるであろう彼女の夫は、マリアに対して横顔を見せているが、キャンバスに描かれた夫の肖像は自身の妻を一心に見つめている。この画中の肖像画、画家とモデルとの関係性といった、視線の戯れはディエゴ・ベラスケスの傑作『ラス・メニーナス』（Las Meninas）を彷彿とさせる。ゴヤは夫人が画家としての視線でモデルと自身の描いた肖像画を見比べる瞬間を描いたのかもしれない。夫人は肖像画の出来栄えに満足し、描かれた侯爵もうっとりと夫人を見ているように見える。とはいえ、キャンバスに四分の三正面で描かれた侯爵の肖像の視線は実際に夫人に向けられたものではなく、構図上の人物像の優雅な配置によって可能となった表現である。
テーブル上に置かれたパレットには夫人の名前が記されている。一方、ゴヤの署名と制作年は椅子の左側の肘置きに記されている。このためゴヤは本作品の制作者として夫人と競うことになる。このようにゴヤは夫人と夫の関係性を表現するとともに、画家としての夫人に威厳を与えている。

## 来歴
完成した絵画は王立サン・フェルナンド美術アカデミーで展示された。所有者の死後、肖像画はビリャフランカ侯爵家の一族に相続された。第14代ビリャフランカ侯爵および第18代メディナ＝シドニア公爵ホセ・ホアキン・アルバレス・デ・トレド・イ・シルバとその息子の第26代ニエブラ伯爵および第15代ロス・ベレス侯爵アロンソ・アルバレス・デ・トレド・イ・カロに相続され、この人物によってプラド美術館に遺贈された。ただし、ニエブラ伯爵の未亡人マリア・トリニダード・カバレロ・イ・ムギロ（María Trinidad Caballero y Muguiro）は死去する1926年まで用益権を行使した。

## ギャラリー
関連するゴヤの肖像画

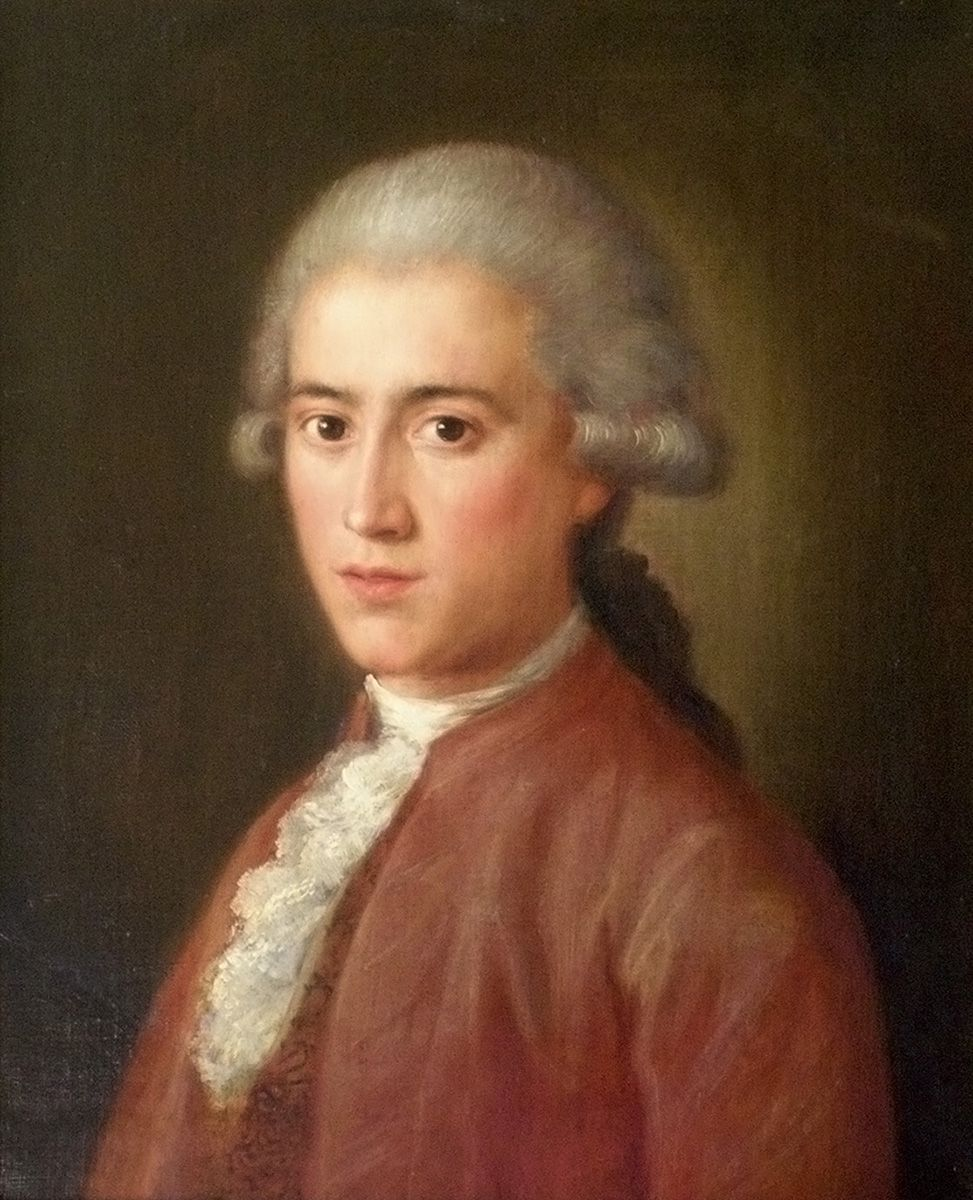
『ビリャフランカ公爵ホセ・アルバレス・デ・トレドの肖像』1783年頃 ゴヤ美術館＝イベルカハ・コレクション＝カモン・アスナル美術館（英語版）所蔵
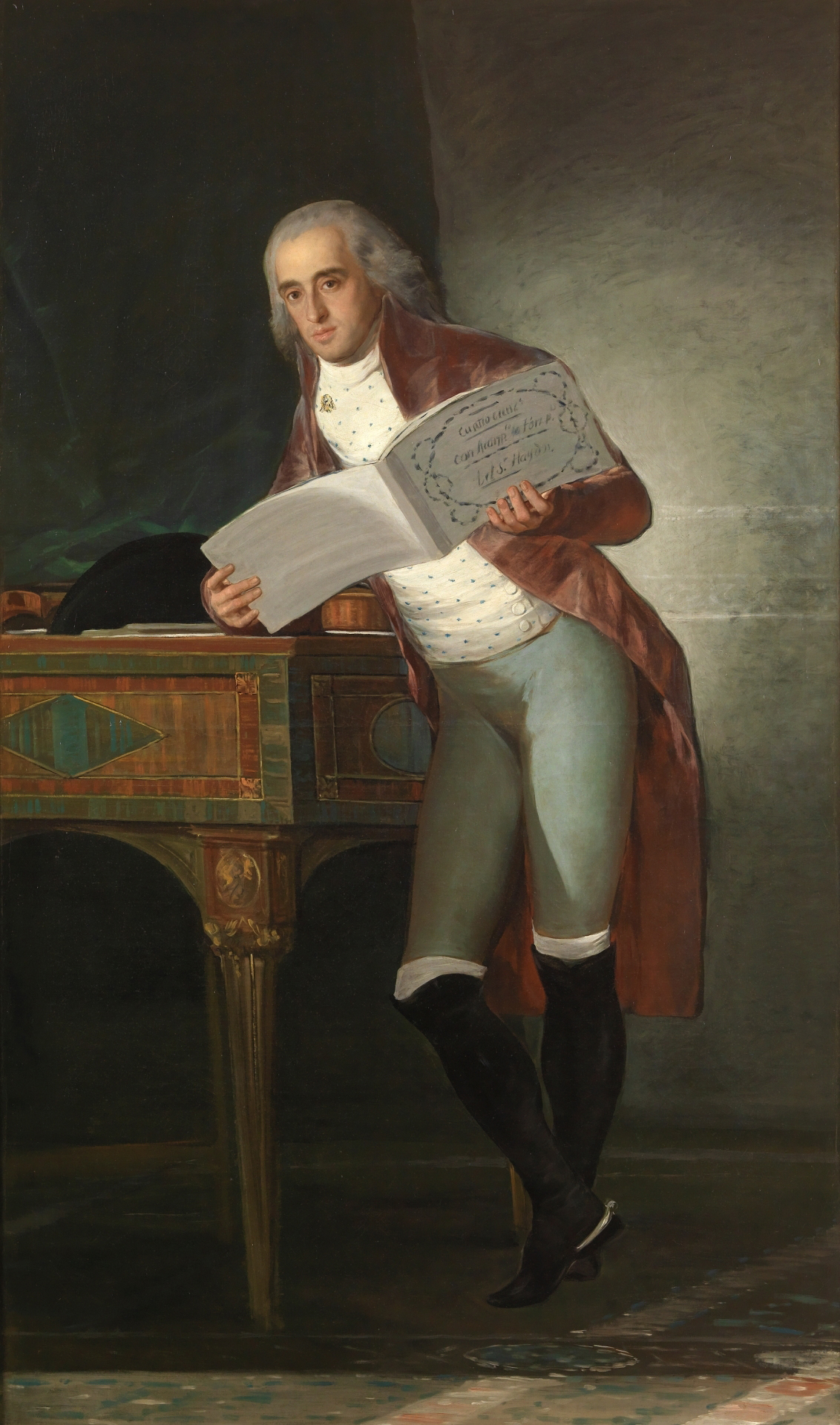
『アルバ公爵ホセ・アルバレス・デ・トレドの肖像』1795年頃 プラド美術館所蔵
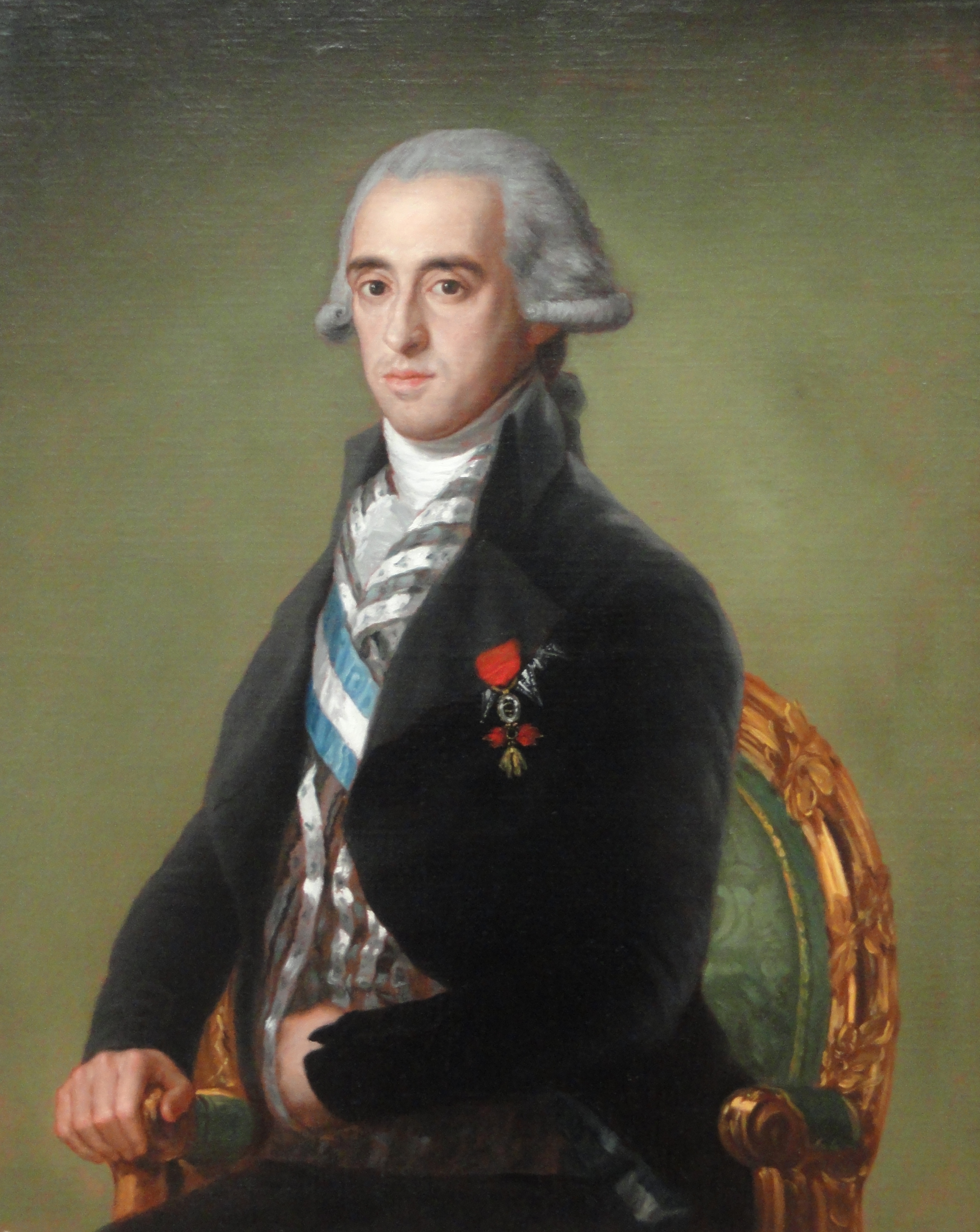
『アルバ公爵ホセ・アルバレス・デ・トレドの肖像』1795年頃 シカゴ美術館所蔵
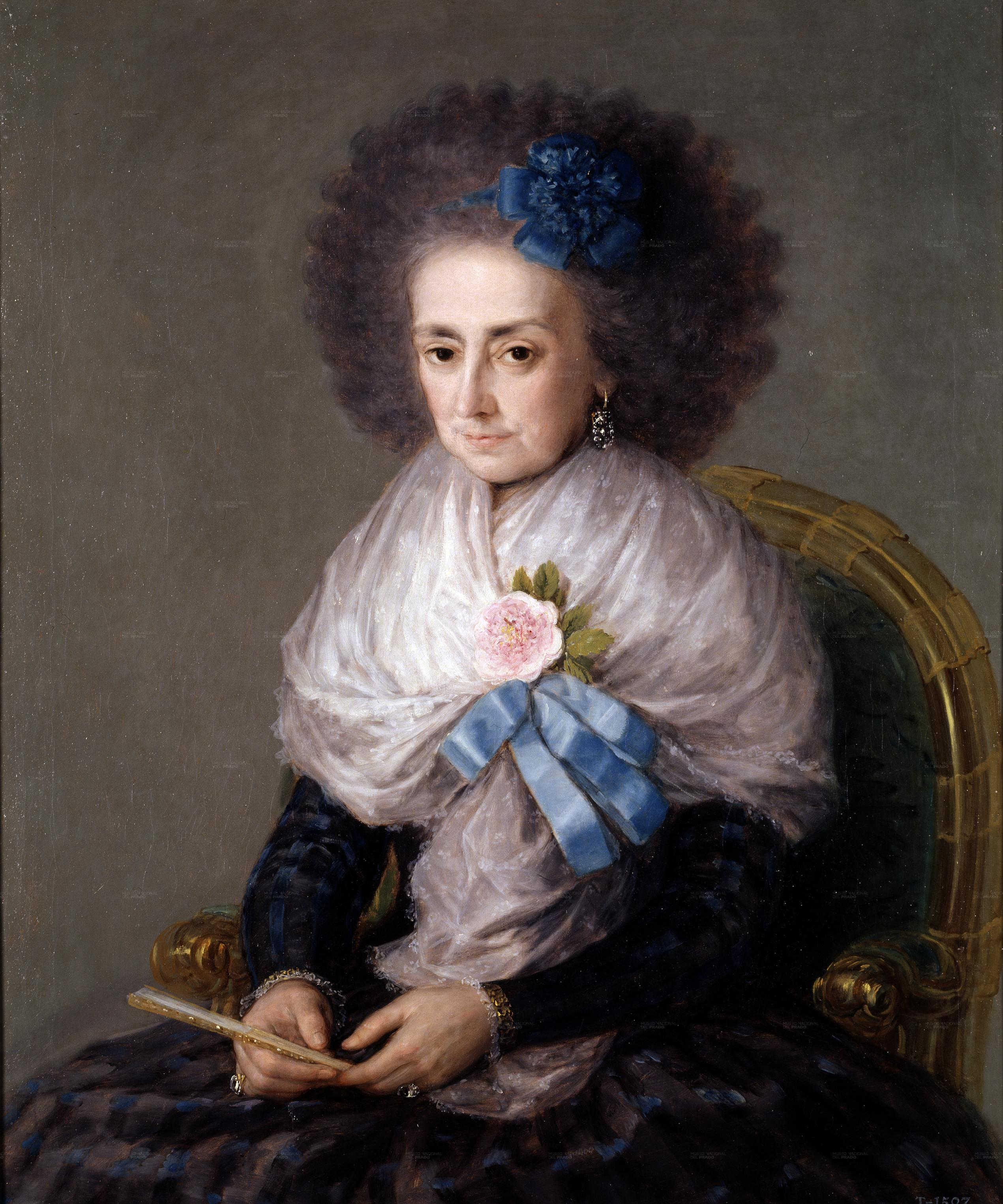
『ビリャフランカ侯爵夫人マリア・アントニア・ゴンサガの肖像』1795年頃 プラド美術館所蔵